# 緋色マイロード
『緋色マイロード』（ピンクマイロード）は、イケスミチエコによる日本の漫画作品。『ひとみ』（秋田書店）にて連載されていた。単行本は全5巻。

## 概要
1985年から1986年にかけて連載された、現在でも希少な（女性漫画雑誌を含む）少女漫画雑誌に連載され、かつ女性（少女）が主人公の正統派バイク漫画である。

## あらすじ
モトクロスGPの2年連続チャンピオンを兄に持つ女子高生、国立緋色（ひいろ、愛称：ピンク）は兄に負けず劣らずバイクに魅せられていた。「世界中の風の中をマシンに乗って一緒に走ろう。大好きなマシンで世界中をひとまわりしよう」。それが雄兄とピンクの夢だ。ある日、雄は購入した750ccの試走に出かけて行った。「あと2年で免許が取れる。そうしたら雄兄のあとについて走っていける」。そんな兄との夢に思いをはせていたピンクの元に届いたのは、無常にも兄の事故の知らせであった。

## 登場人物
国立 緋色（くにたち ひいろ）
主人公。愛称：ピンク。4月14日生の16歳。野城高校一年生（物語開始時点）で学校では成績優秀・品行方正で学級委員長を務める優等生として知られている（高校3年生時に生徒会の副会長を務めることになる）。原動機付自転車免許を保持。オートバイで世界中を実兄・雄と巡るのが夢で、実兄・雄を非常に慕いまたライダーとして尊敬している。
原付免許だけしか持っていないので、雄の指導のもとヤマハ RZ250R（29L型）に乗る練習は公道ではなく海岸の砂浜で行っていた。
雄が事故死した後、高校や他の生徒にも内緒で黒革の繋ぎのライダースーツを身にまとい、世界中を巡るための訓練として雄の形見のRZ250Rに乗り（無免許運転ではあるが）、周囲から暴走族とライダーを混同するような発言を聞かされる中、暴走族とライダーは違うという事を理解してもらうため、暴走族やルール違反をする者を、今は亡き雄仕込みのライディングテクニックと正義感で懲らしめ、改心させていくことになる。愛車のRZのナンバーは「1杉並 き 60-28」で、RZのことを「マシン」と呼ぶことがある。
国立 雄（くにたち ゆう）
緋色の兄で20歳のW大生。大型自動二輪免許を保持。緋色からは「雄兄（ゆうにい）」と呼ばれている。鈴鹿8時間耐久レース、世界選手権モトクロスGP500cc YAMAHAに2年連続のチャンピオンとして輝いたトップライダーで暴走族からも一目置かれていた。
日頃から緋色にライディングテクニックだけでなくライダーとしてのルール、モラルやマナーなどの遵守も熱心に説いていた。
ヤマハの750cc(XJ750D)を購入したある日、試走に出かけたが、とある暴走族のグループから対立するグループのメンバーと間違われ、道の両脇から張られたピアノ線のトラップに体を取られ跳ね上がったバイクが雄の体の上に落ちる事故に遭い、入院先で緋色に「他人の迷惑になるような走りはするな」と言い残して死亡してしまう。
緋色の母（ひいろのはは）
雄が事故死した後、緋色までバイク事故に遭うのではと心配している。 第1話に登場したときとそれ以降では姿が異なる。
立川 さち子（たちかわ さちこ）
野城高校一年生（物語開始時点）で緋色の友達。愛称はさっ子でテニス部に所属している。
高校にも内緒で、かつ無免許運転でRZ250Rに乗っている事を知っている希少な存在。将来外科医になる事を目指している。家はMY ROADという喫茶店を経営している。
高校3年生のスケ番（こうこう3ねんせいのスケばん）
野城高校三年生の女番長で緋色が兄・雄亡き後、周囲には内緒でバイクに乗っているらしいという噂を聞きつけ自身が所属する地元の暴走族グループに挨拶に来いと因縁をつける。
和美（かずみ）
中学生で博実の彼女で、猛スピードの博実のRZでタンデムするのが好きな少女。しかし博実からはみどりと二股をかけられていた。
博実（ひろみ）
緋色と同じRZに乗っている。和美とみどりの2人と交際し二股をかけている。みどりとタンデムの最中にトラックと衝突しそうになり負傷し、それが原因でみどりから別れを告げられる。
みどり
野城高校一年生で緋色の友達。ディスコに通い詰めで博実を彼氏にしたが、博実とタンデムの最中にトラックと衝突しそうになり、その場にいた緋色に助けられ軽傷ですんだが、博実とは別れることになった。
杉山 輝（すぎやま あきら）
利恵の彼氏。平日はファーストフードショップ、土曜日曜はビルの清掃のアルバイトをして、バイクで各地を巡るための資金稼ぎをしている青年。バイクでアメリカ横断の経験がある。
利恵（りえ）
輝の妹（輝の父の再婚相手の連れ子なので血はつながっていない）。河原で愛犬・アミを散歩中に鎖をはずしたところたまたまバイクで通りかかった緋色に捨て犬と間違われ緋色の家に連れて帰られたことに立腹し緋色にアミを返せと迫る。緋色に拾われた一時期の間だけ「エルザ」と名付けられていた。
兄・輝がバイク乗りではあるが、バイク乗りは嫌いである。
保坂 よう子（ほさか ようこ）
福英中のテニス部のマネージャー。テニス部の合宿費用の部費15万をスコーピオンの副リーダーにひったくられ、左足を負傷したところを緋色に助けられる。
スコーピオンリーダー
暴走族グループ・スコーピオン（さそり）のリーダー。喫茶店・MY LOADでたむろしているところを緋色にひったくりの犯人がグループの中にいるので犯人探しに協力して欲しいと依頼されるが、スコーピオンにそんな泥棒する奴はいないと突っぱねる。その後勝負に勝てば協力する条件のもと、チームとして緋色に勝負を挑むものの、副リーダーとの勝負を見て緋色の腕前を認める。そして退院したよう子に副リーダーに取られた部費と治療費を渡し謝罪した。さっ子曰く「いいところある」と評価されている。
さち子の父（さちこのちち）
喫茶店・MY LOADのマスターで立川さち子の父である。緋色がスコーピオンのリーダーにからまれているところを仲裁に入る。
スコーピオン副リーダー
ホンダ250Rに乗っている。保坂よう子から部費15万をひったくった犯人。コーナーを曲がる際に左足をつく。チームの代表として緋色との勝負に挑むが破れ、更にひったくりを問い詰められた挙句リーダーの指示のもとメンバーから袋叩きに遭い、その後よう子に土下座する。
由貴（ゆき）
野城高校の生徒（在籍しているか中退しているかは不明）。緋色の行きつけのバイクショップでアルバイトをしている。スケ番グループからイジメを受けておりスケ番グループに仕返しするために教習所で自動二輪免許（中型限定）を取得、定期点検に出していた緋色のRZを使って復讐する。後にそれが発覚しマリのもとに連れて来られた際「緋色に無理やり連れてこられた」と自己保身を主張したことで緋色には呆れられ、既に嘘を見破っていたマリからは仲間によって取り上げられた免許証を折り曲げ捨てられた。
マリ
野城高校の生徒（登場時の学年は不明）。刈上げに近いショートカット。由貴をイジメていたスケ番グループのリーダー。当初は緋色を目の敵にしていて補習を壊そうとも企むが後にメンバー共々補習に参加する。緋色に成りすました由貴に怪我を負わされ一度は緋色に疑いの目をかけていたが、緋色と由貴の乗り方の違いに気づき、緋色が怪我を負わせた犯人ではないことに気づく。
鈴木 行徳（すずき ゆきのり）
鈴木病院の跡取り息子で現在は浪人中の身である。カワサキのGPZ750Rに乗っている。立川さち子が片思する相手である。
妹・あやの最期を仕事の付合い（接待ゴルフ）で看取らなかった鈴木病院の院長たる父を恨み反抗するようになる。
緋色にチキンレースを申し込む。
鈴木 行徳の母（すずき ゆきのりのはは）
鈴木病院の院長夫人。あやの死後、父に反抗するようになりバイクを乗り回す行徳を心配する。
鈴木 あや（すずき あや）
行徳の妹。医科大学受験の兄・行徳合格祈願のため神社へ行く道すがら交通事故に遭い死亡する。
葛西 留美（かさい るみ）
祖母に連れられ着物姿で日舞の稽古に通う少女。日舞の発表会を楽しみにしている。
葛西 留美の祖母（かさい るみのそぼ）
孫・留美からは「おばあちゃま」と呼ばれている。タカオの運転するに轢かれそうになった留美を守ろうとして負傷する。
タカオ
葛西家の近所の空き地に建設された高層マンションの家主（不動産屋）の息子。実家が周辺の大地主であるのを鼻にかけて、飲酒運転で近所の塀を壊すなどの悪態を繰り返している。
タカオの相棒
タカオとつるんで悪態を繰り返している。
風子（ふうこ）
野城高校の新入生（緋色が3年生時）。亡き兄・雄の形見のヘルメットを強引に譲るよう緋色にせがむ。
修ちゃんとのタンデムの最中にバイクから転倒し負傷入院することになる。
修ちゃん（しゅうちゃん）
風子の男友達でレプリカ1000に乗っている。
高木 直子（たかぎ なおこ）
アマチュアの女性ライダー。レースで左足を負傷して松葉杖をついている。緋色の走りを見て自分の代わりに鈴鹿4時間耐久レースに出場して欲しいと懇願する。
高木 健（たかぎ けん）
姉思いの直子の実弟。直子共々レースに出場して欲しいと懇願する。
東洋 町子（とうよう まちこ）
日本人の父とアメリカ人の母とのハーフ（ダブル）のブロンド髪の女の子。国籍は日本で、日本語を話す。
さる事情によりアメリカへ行くことになるが藤棚の藤の花に見入っている時に緋色に出会う。その時の忘れたポーチを緋色に成田空港まで届けてもらうことになる。
東洋 町子の母（とうよう まちこのはは）
白人のアメリカ人。町子には英語と日本語の両方で話す。
国立 光太郎（くにたち こうたろう）
緋色のいとこ。
国立 光太郎の母（くにたち こうたろうのはは）
緋色の叔母。夫を早くに亡くし、今は自らも胃がんを患っている。
木場（きば）
光太郎のガールフレンド。
門前 仲也（もんぜん なかや）

茅場 蝶子（かやば ちょうこ）

茅場 蝶子につきまとうチンピラ（かやば ちょうこにつきまとうチンピラ）

門前 潮（もんぜん うしお）
仲也の実弟。
日本橋 涼介（にほんばし りょうすけ）
野城高校の生徒会長（緋色が3年生時）で3年生。
日本橋 涼介の姉（にほんばし りょうすけのあね）

竹橋（たけばし）
野城高校の教師。
竹橋の車を盗んだ2人組（たけばしのくるまをぬすんだふたりぐみ）

竹橋 ひろみ（たけばし ひろみ）
17歳。野城高校の3年生（緋色が3年生時）。
竹橋 たかし（たけばし たかし）
竹橋ひろみの実弟。
飯田橋 泉（いいだばし いずみ）

貴幸（たかゆき）

市ヶ谷（いちがや）
野城高校の1年生。
四谷 さなえ（よつや さなえ）

信濃 みな子（しなの みなこ）

## 既刊一覧
1. 1巻 ISBN 4-253-08191-6
2. 2巻 ISBN 4-253-08192-4
3. 3巻 ISBN 4-253-08193-2
4. 4巻 ISBN 4-253-08194-0
5. 5巻 ISBN 4-253-08195-9